# Nieuport 10
Nieuport 10 – pierwszy francuski dwupłatowy samolot obserwacyjny, myśliwski i bombowy okresu I wojny światowej zbudowany w 1914 przez wytwórnię Societe Anonyme des Establissements Nieuport pod kierownictwem Gustave’a Delage’a.

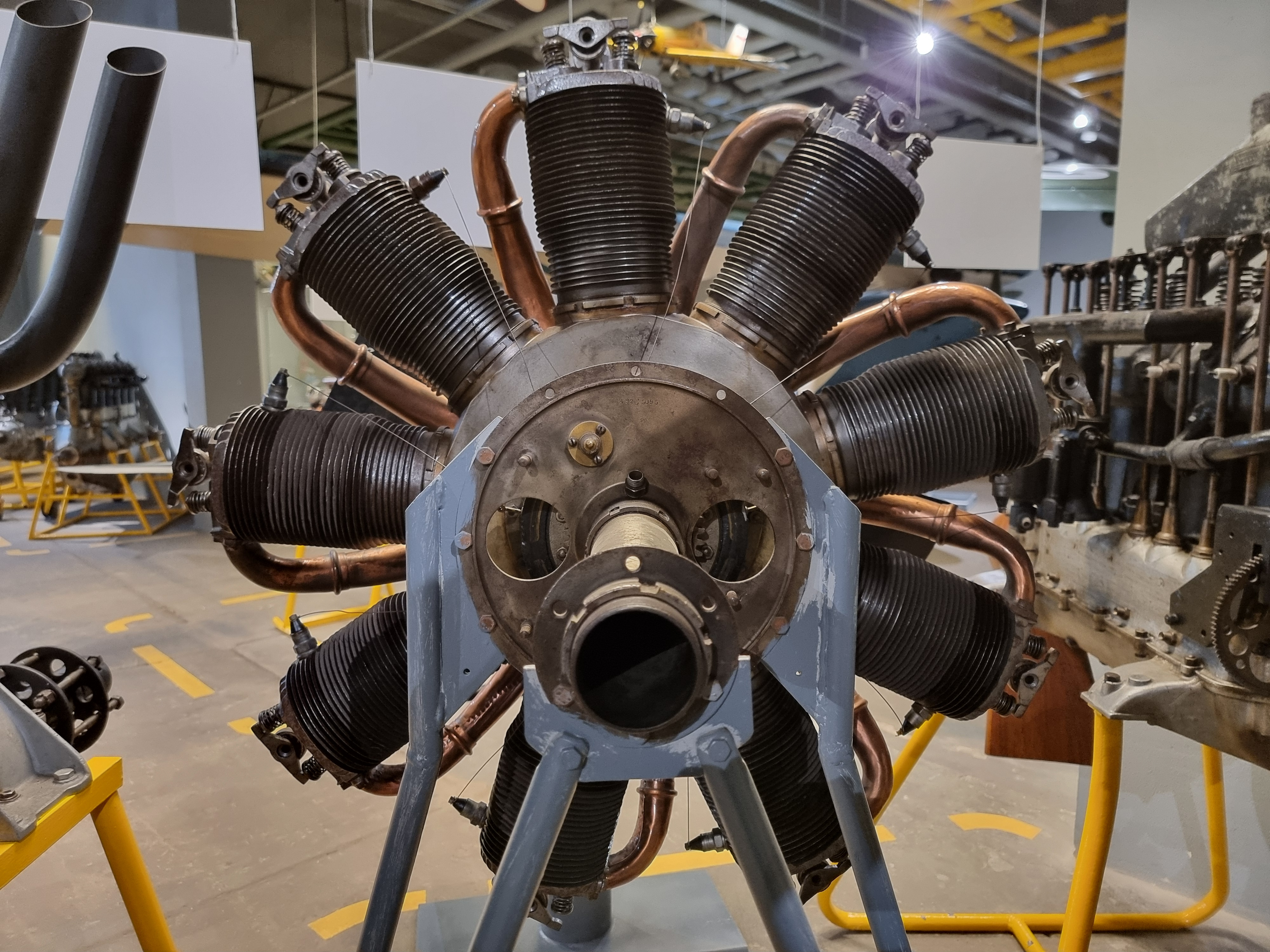
Silnik Le Rhône 9C eksponowany w MLP w Krakowie

W styczniu 1914 do wytwórni lotniczej Nieuporta dołączył pionier konstrukcji lotniczych Gustave Delage rozpoczynając projektowanie serii samolotów. Pierwszym z nich był Nieuport 10, mały, dwumiejscowy dwupłatowy samolot zaprojektowany do wyścigów lotniczych z charakterystycznymi rozpórkami w kształcie litert V pomiędzy płatami. Maszyna została zbudowana w zastosowanej po raz pierwszy konfiguracji półtorapłata, czyli dwupłatowca w którym dolny płat był dużo krótszy niż górny, co w połączeniu z górnym skrzydłem typu parasol (zamocowane ponad kadłubem na zastrzałach) dawało bardzo sztywną konstrukcję zapewniającą doskonałą widoczność z kabiny. Powstanie maszyny zbiegło się z wybuchem I wojny światowej i wkrótce Nieuport 10 znalazł się na wyposażeniu lotnictwa wojskowego.
Napęd maszyny stanowił silnik rotacyjny Le Rhône 9C o mocy 80 KM co jak na dwumiejscowy samolot było mocą zbyt małą, dlatego używano ich tylko jako samolotów rozpoznawczych i obserwacyjnych. Większość późniejszych maszyn przebudowano na samoloty myśliwskie poprzez zakrycie przedniej kabiny obserwatora i dodanie na górnym płacie karabinu maszynowego Lewisa kalibru 7,7 mm (.303), który strzelał ponad płaszczyzną śmigła.
Na podstawie doświadczeń płynących z użytkowania Nieuporta 10 na froncie, Delage rozpoczął modernizację innego samolotu wyścigowego Nieuport BB (nazywany również Bébé), który został zaprojektowany do zawodów o puchar lotniczy Gordona Bennetta. Tak powstał pierwszy wyspecjalizowany samolot myśliwski Nieuport 11, który tak jak jego sportowa odmiana był nazywany Bébé. Po wprowadzeniu do uzbrojenia nowych maszyn myśliwskich, samoloty Nieuport 10 przesunięto do zadań szkoleniowych.